# Équipe du pays de Galles de rugby à XV au Tournoi britannique 1902
L'équipe du pays de Galles de rugby à XV au Tournoi britannique 1902 termine première en remportant trois victoires et la triple couronne par la même occasion. Cette victoire est la deuxième d’une longue série de sept victoires en douze ans dans le tournoi, de 1900 à 1911. Cette équipe compte alors des joueurs de talent comme les avants Jehoida Hodges, Will Joseph, George Boots, le demi de mêlée Dicky Owen, les centres Rhys Gabe et Gwyn Nicholls, les finisseurs Willie Llewellyn et Teddy Morgan. Au total, ? joueurs contribuent à ce succès. 

## Liste des joueurs

### Première ligne
- Jehoida Hodges (3 matches)
- Will Joseph (3 matches)

### Deuxième ligne
- George Boots (3 matches)
- Dai Jones (3 matches)

### Troisième ligne
- Alfred Brice (3 matches, 1 transformation)
- Danny Walters (1 match)

### Demi de mêlée
- Dicky Owen (3 matches)

### Demi d’ouverture
- Dick Jones (1 match)
- Llewellyn Lloyd (2 matches, 1 essai)

### Trois quart centre
- Rhys Gabe (3 matches, 3 essais)
- Gwyn Nicholls (3 matches, 1 essai, 1 drop)

### Trois quart aile
- Willie Llewellyn (3 matches, 3 essais)
- Teddy Morgan (3 matches)

## Résultats des matches
- Le 11 janvier 1893, victoire 9 à 8 contre l'équipe d'Angleterre à Blackheath, Londres
- Le 1er février, victoire 12 à 3 contre l'équipe d'Écosse à Cardiff
- Le 8 mars, victoire 15 à 0 contre l'équipe d'Irlande à Dublin.

## Points marqués par les Gallois

### Match contre l'Angleterre
- Rhys Gabe (3 points, 1 essai)

### Match contre l'Écosse
- Rhys Gabe (6 points, 2 essais)
- Willie Llewellyn (6 points, 2 essais)

### Match contre l'Irlande
- Gwyn Nicholls (6 points, 1 essai, 1 drop)
- Willie Llewellyn (3 points, 1 essai)
- Llewellyn Lloyd (3 points, 1 essai)
- Alfred Brice (3 points, 1 transformation)

## Statistiques

### Meilleurs réalisateurs
- 9 points : Rhys Gabe, Willie Llewellyn

### Meilleurs marqueurs d'essais
- 3 essais : Rhys Gabe, Willie Llewellyn.